# Lawskihuset

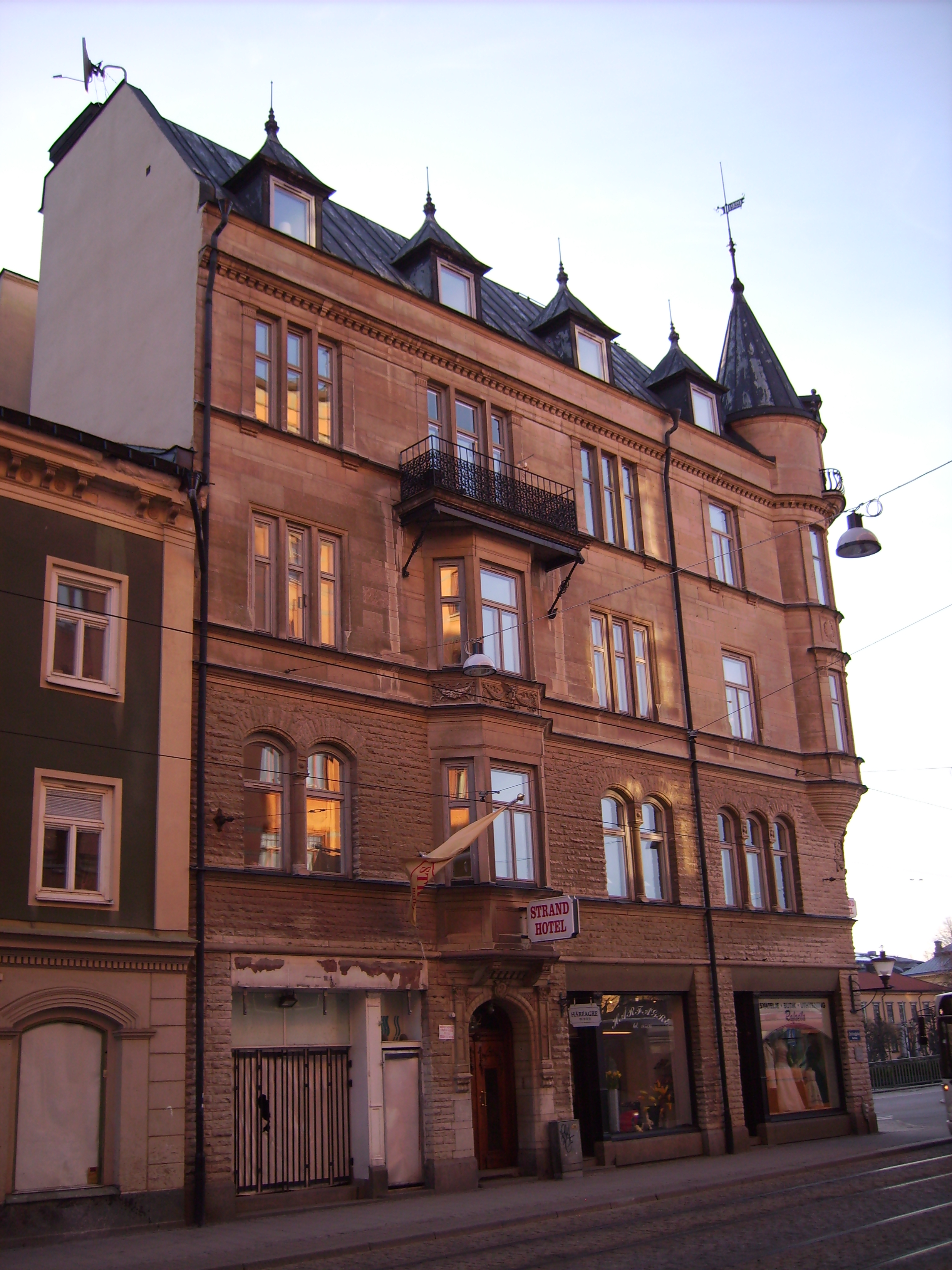
Lawskihusets sandstensfasad mot Drottninggatan, 2007

Lawskihuset är en byggnad i hörnet Drottninggatan/Hamngatan i Norrköping, som ritades av Gustaf Paulson och Paul A. Löfgren och uppfördes 1897 för antikhandlaren Jean Lawski.  
Kvarteret Bron har sitt namn efter Saltängsbron. Mot Motala ström fanns tidigare små byggnader och verkstäder, samt fiskehandel i direkt anslutning till fiskehamnen. 
Jean Lawski byggde flera hus i kvarteret Bron. Först byggdes på 1880-talet ett palats i normandisk stil vid Hamngatan. Efter tio år ersatte han 1897 byggnaden intill, i hörnet av Drottninggatan och Hamngatan, där han drivit "Engelska magasinet", med det eleganta hus, som idag kallas Lawskihuset. År 1906 uppförde han en tredje paradbyggnad i kvarteret. 
Lawskihuset uppfördes i fyra våningar och delvis inredd vindsvåning, med butiker på nedervåningen och kontor för Skandinaviska Kreditaktiebolaget en trappa upp. I källaren fanns krogen Kräftriket, som  tidigare legat i ett annat hus i kvarteret. Fasaderna är i sandsten och stilen är i fransk 1400-talesrenässans, med inspiration av Chateau d'Azay-le-Rideau i Azay-le-Rideau i Loiredalen. Byggnadens trapphus med ingång från Drottninggatan har bevarade väggmålningar, marmorväggar och kryssvalv. Bostäderna utrustades med kakelugnar från Rudholms kakelfabrik i Norrköping.
En av de tidigare paradvåningarna, två trappor upp i byggnaden, inrymmer sedan omkring 1940 Strand Hotell, med 19 rum. Hotelldelen sträcker sig genom en lång korridor över till grannbyggnaden från 1880-talet.
I hörnet Drottninggatan/Hamngatan finns det polska riksvapnet inhugget i sandstenen, och vid entrén ned till källaren finns avbildad en kräfta i stenen.

## Bildgalleri

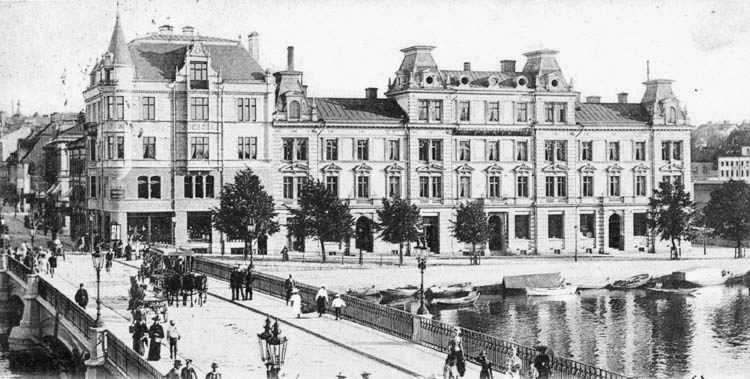
Kvarteret Bron mot Hamngatan med [awskihuset till vänster och Hamngatan 2-4 till höger, mellan 1898 och 1903